# الکساندرو لونگو
الکساندرو لونگو (انگلیسی: Alexandru Lungu؛ زادهٔ ۳ سپتامبر ۱۹۷۴) ورزشکار هنرهای رزمی ترکیبی و جودوکار اهل رومانی است.
از باشگاه‌هایی که در آن بازی کرده‌است می‌توان به گلدن گلوری اشاره کرد.